# Drapeau civil
Un drapeau civil est une version du drapeau national arboré par des civils sur des installations ou des embarcations non gouvernementales. L'utilisation de drapeaux civils était plus courante dans le passé pour désigner des bâtiments ou des navires sans équipage militaire.
Dans certains pays, le drapeau civil est le même que le drapeau d'État, mais sans les armoiries ; c'est le cas des drapeaux du Pérou, de la Serbie, et de l'Espagne. Dans d’autres cas, il s’agit d’une modification du drapeau de guerre.
En Scandinavie, les drapeaux d'État et de guerre peuvent être des variantes à double ou triple queue du drapeau à croix nordique. De nombreux pays, en particulier ceux d'origine ayant un héritage britannique, possèdent encore des pavillons civils distincts (techniquement des enseignes civiles) à utiliser en mer, souvent basés sur le Red Ensign.

## Liste des cas où le drapeau civil et le drapeau d'État diffèrent
|  | Allemagne (drapeau civil)                                                           |
|  | Allemagne (drapeau d’État)                                                          |
|  | Allemagne (drapeau non officiel)                                                    |
|  | Andorre (drapeau civil)                                                             |
|  | Andorre (drapeau d’État)                                                            |
|  | Argentine (drapeau civil)                                                           |
|  | Argentine (drapeau d’État)                                                          |
|  | Autriche (drapeau civil)                                                            |
|  | Autriche (drapeau d’État)                                                           |
|  | Belgique (drapeau civil) (ratio 2:3)                                                |
|  | Belgique (drapeau d’État) (ratio 13:15)                                             |
|  | Bolivie (drapeau civil)                                                             |
|  | Bolivie (drapeau d’État)                                                            |
|  | Costa Rica (drapeau civil)                                                          |
|  | Costa Rica (drapeau d’État)                                                         |
|  | Danemark (drapeau civil)                                                            |
|  | Danemark (drapeau d’État)                                                           |
|  | Espagne (drapeau civil optionnel)                                                   |
|  | Espagne (drapeau d’État)                                                            |
|  | Finlande (drapeau civil)                                                            |
|  | Finlande (drapeau d’État)                                                           |
|  | Guatemala (drapeau civil)                                                           |
|  | Guatémala (drapeau d’État)                                                          |
|  | Haïti (drapeau civil)                                                               |
|  | Haïti (drapeau d’État)                                                              |
|  | Hongrie (drapeau civil) (ratio 1:2)                                                 |
|  | Hongrie (drapeau civil alternatif) (ratio 2:3)                                      |
|  | Hongrie (drapeau d’État optionnel)                                                  |
|  | Islande (drapeau civil)                                                             |
|  | Islande (drapeau d’État)                                                            |
|  | Liechtenstein (drapeau civil)                                                       |
|  | Liechtenstein (drapeau d’État)                                                      |
|  | Lituanie (drapeau civil)                                                            |
|  | Lituanie (drapeau d’État historique)                                                |
|  | Monaco (drapeau civil)                                                              |
|  | Monaco (drapeau d’État)                                                             |
|  | Nigeria (drapeau civil)                                                             |
|  | Nigeria (drapeau d’État)                                                            |
|  | Norvège (drapeau civil)                                                             |
|  | Norvège (drapeau d’État)                                                            |
|  | Palestine (drapeau civil)                                                           |
|  | Palestine (drapeau d’État)                                                          |
|  | Pérou (drapeau civil)                                                               |
|  | Pérou (drapeau d’État)                                                              |
|  | Pologne (drapeau civil)                                                             |
|  | Pologne (drapeau d’État)                                                            |
|  | République dominicaine (drapeau civil)                                              |
|  | République dominicaine (drapeau d’État)                                             |
|  | Saint Marin (drapeau civil)                                                         |
|  | Saint Marin (drapeau d’État)                                                        |
|  | Salvador (drapeau civil)                                                            |
|  | Salvador (drapeau d’État)                                                           |
|  | Salvador (drapeau d’État alternatif)                                                |
|  | Serbie (drapeau civil)                                                              |
|  | Serbie (drapeau d’État)                                                             |
|  | Transnistrie (drapeau civil optionnel)                                              |
|  | Transnistrie (drapeau d’État)                                                       |
|  | Tuvalu (drapeau civil)                                                              |
|  | Tuvalu (drapeau d’État)                                                             |
|  | Uruguay (drapeau civil)                                                             |
|  | Uruguay (drapeau d’État alternatif) (Drapeau d'Artigas)                             |
|  | Uruguay (drapeau d’État alternatif) (Bandera de los Treinta y Tres Orientales (es)) |
|  | Venezuela (drapeau civil)                                                           |
|  | Venezuela (drapeau d’État)                                                          |

## Lectures complémentaires
- Britannica Concise Encyclopedia, Chicago, Encyclopaedia Britannica, Inc., 2008 (ISBN 978-1-59339-492-9, lire en ligne)